# Snihuriwka
Snihuriwka (ukr. Снігурівка) – miasto na Ukrainie w obwodzie mikołajowskim. Do 17 lipca 2020 centrum administracyjne zlikwidowanego rejonu snihuriwskiego. Węzeł kolejowy. Ośrodek przemysłu spożywczego.

## Historia
Jesienią 1812 osadnicy z obwodu mohylewskiego przybyli do guberni chersońskiej. Na prawym brzegu rzeki Ingulec (dopływu Dniepru) założyli wioskę. Ponieważ większość osadników pochodziła ze wsi Snihuriwka, postanowili nazwać nową wieś tak samo.
W marcu 1923 utworzono rejon snihuriwski.
Podczas Hołodomoru miasto, podobnie jak cała Ukraina, cierpiało klęskę głodu.
W czasie II wojny światowej osada znalazła się pod okupacją niemiecką. W marcu 1944 Snihuriwka ponownie znalazła się pod kontrolą wojsk sowieckich. Z 1520 mieszkańców Snihuriwki, którzy poszli na front, tylko 680 wróciło do swoich rodzinnych stron.
W 1952 roku zbudowano tu system nawadniający. Kanały były tak głębokie i szerokie, że przepływały przez nie statki o małym tonażu.
Prawa miejskie Snihiriwka posiada od 1961. W 1989 miasto liczyło 17 506 mieszkańców. W 2013 było ich już tylko 13 131.
17 lipca 2020 w wyniku reformy administracyjno-terytorialnej oraz likwidacji rejonu snihurowskiego miasto weszło w skład rejonu basztańskiego obwodu mikołajowskiego.

### Inwazja Rosji na Ukrainę w 2022
1 marca 2022 mieszkańcy zablokowali rosyjski sprzęt w Basztance i Snihuriwce oraz pojmali rosyjskich żołnierzy. 3 marca rozpoczęły się walki wokół miasta. 19 marca Snihuriwka została zdobyta przez wojska rosyjskie. 30 września 2022 roku prezydent Rosji Władimir Putin ogłosił nieuznaną międzynarodowo aneksję miasta i okolicznych terenów w ramach obwodu chersońskiego. Miasto zostało wyzwolone przez Siły Zbrojne Ukrainy 9 listopada 2022.